# 8625 Simonhelberg
8625 Simonhelberg eller 1981 EX15 är en asteroid i huvudbältet som upptäcktes den 1 mars 1981 av den amerikanska astronomen Schelte J. Bus vid Siding Spring-observatoriet. Den är uppkallad efter den amerikanske skådespelaren Simon Helberg.
Asteroiden har en diameter på ungefär 4 kilometer.